# Classificazione dei lavoratori in Italia
La classificazione dei lavoratori in Italia, nell'ambito del diritto del lavoro italiano, indica la classificazione dei lavoratori dipendenti.

## Classificazione
I lavoratori del settore privato sono suddivisi in quattro categorie:
- dirigenti;
- quadri;
- impiegati;
- operai.

Riguardo agli impiegati civili della pubblica amministrazione italiana, dapprima essi erano inquadrati secondo il sistema delle carriere, ai sensi del D.P.R. 10 gennaio 1957 n. 3 e successivamente delle qualifiche ex legge 11 luglio 1980, n. 312. Infine, oltre alle categorie previste dalla legge (cosiddette "legali") ci sono le classificazioni previste dai contratti collettivi (cosiddette "sindacali").

## Analisi

### I dirigenti
Sono lavoratori subordinati che, nell'ambito dell'impresa o dell'ente, svolgono funzioni connotate da elevata professionalità, autonomia decisionale, responsabilità nei confronti dell'imprenditore o del funzionario superiore, nonché da poteri di coordinamento e controllo dell'intera attività aziendale o di un ramo autonomo dell'impresa oppure, per i dirigenti pubblici, di un settore/ufficio.
La dipendenza gerarchica nei confronti dell'imprenditore (o, meglio, il rappresentante legale) è conseguentemente attenuata, in quanto il dirigente privato ha la responsabilità della conduzione dell'impresa con il solo limite del rispetto delle direttive generali impartite dal datore di lavoro. Consegue per i dirigenti la riduzione di numerose tutele previste per le altre categorie, controbilanciata dalla forte indipendenza della categoria, dalla presenza di sindacati di soli dirigenti, e da uno speciale regime previdenziale.
I dirigenti pubblici hanno una legislazione propria, tenuto conto della criticità della categoria (in questo caso il datore di lavoro è il cittadino e, in sua vece, la classe politica).  L'articolazione dirigenziale negli enti pubblici o nelle aziende pubbliche è assai complessa in quanto distingue i livelli dirigenziali in "fasce".
A seconda dei casi un dirigente è gerarchicamente subordinato a:
- un altro dirigente (ad esempio, in un'impresa, il direttore vendite risponde al direttore generale);
- un membro del C.d.A. della società (amministratore delegato o presidente) oppure all'amministratore unico;
- nel caso di imprese in forma non societaria all'imprenditore vero e proprio;
- nel caso di enti pubblici (in forma non "aziendalizzata") il dirigente risponde a un altro dirigente di ordine superiore, oppure a un rappresentante istituzionale (ad esempio: il sindaco, il ministro, il governatore, ecc.) comunque a una figura di carattere politico o elettivo. Nelle aziende pubbliche (ad esempio l'ULSS o l'INPS) solitamente il dirigente di ordine superiore ricopre il ruolo di direttore generale e questo è di nomina politica.

### I quadri
I quadri hanno avuto riconoscimento formale soltanto con la legge 13 maggio 1985, n. 190.
Si tratta di lavoratori subordinati intermedi come posizione tra dirigenti e impiegati che dipendono direttamente dall'imprenditore o dai dirigenti e che svolgono attività di rilevante importanza ai fini dello sviluppo e dell'attuazione degli obiettivi dell'impresa. Caratteri distintivi della categoria sono, per la giurisprudenza, la gestione diretta e autonoma dei rapporti con i terzi e la responsabilità gestionale e di budget sulle funzioni demandate. I CCNL prevedono anche il livello di "quadro con funzioni direttive" ovvero quei lavoratori, che pur non essendo dirigenti, svolgono mansioni da direttori (solitamente di ambito limitato: un reparto, una famiglia di prodotto, un'area di vendita, ecc.).
Altri requisiti sono fissati dalla contrattazione collettiva, cui la legge 190 aveva espressamente demandato l'individuazione dei requisiti necessari per l'appartenenza alla categoria.
Valgono le stesse considerazioni anche per il settore pubblico ma, in questo caso, la gerarchia di funzionari rientranti nella categoria dei "quadri" è molto articolata. La loro subordinazione è nei riguardi dei manager (funzionari o direttori che siano). Di regola, nelle Pubbliche Amministrazioni italiane svolgono le funzioni dei quadri i dipendenti inquadrati come funzionari (es. Cat. D negli Enti Locali, nella Scuola e nella Sanità).

### Gli impiegati
Ai sensi del regio decreto legge 13 novembre 1924 n. 1825 coloro che sono definiti impiegati prestano la loro attività lavorativa alle dipendenze del datore di lavoro con funzioni di collaborazione, e normalmente non svolgono prestazioni di vera manodopera. All'interno della categoria si distinguono, soprattutto a opera della contrattazione collettiva:
- impiegati di concetto con funzioni direttive, preposti a un servizio o un reparto dell'azienda con autonomia d'iniziativa nei limiti delle direttive generali impartite dall'imprenditore o dal dirigente con cui collaborano;
- impiegati di concetto che svolgono un'attività intellettuale nell'esercizio delle funzioni cui sono preposti, secondo un indirizzo di personale responsabilità per quanto concerne la decisione e l'iniziativa, anche se contenuta entro i limiti predeterminati dalle direttive dei superiori;
- impiegati d'ordine, che svolgono un lavoro intellettuale, ma come mera attuazione delle direttive dei superiori, senza alcun potere di iniziativa.

Per i dipendenti pubblici la cosa è più lineare dato che, non esistendo l'imprenditore, hanno come superiori i quadri o i dirigenti (o i facenti funzione: si pensi, ad esempio, al sindaco).

### Gli operai
Per gli operai l'apporto richiesto è esclusivamente di tipo produttivo, e si sostanzia in attività di tipo prevalentemente manuale.
La contrattazione collettiva ha introdotto varie qualifiche in funzione della diversa preparazione tecnica del lavoratore. Si distinguono quindi operai comuni, operai qualificati e operai specializzati. Alcuni contratti collettivi hanno inoltre previsto figure di operaio cui sono affidate mansioni di particolare responsabilità, normalmente di controllo e conduzione di un gruppo di lavoratori (cosiddetti "intermedi": ad es. capocantiere, capofficina, caporeparto).
Naturalmente gli operai esistono anche negli enti o nelle aziende pubbliche: a parte le peculiarità di questa categoria (le qualifiche sono previste dai contratti collettivi di settore), si tratta comunque di risorse adibite ad attività manuali.

## Nella contrattazione collettiva
La suddivisione "legale" è ripresa dal contratto collettivo di lavoro, che tuttavia ha storicamente superato il sistema di suddivisione gerarchica a favore del cosiddetto "inquadramento unico". Tale sistema di inquadramento ha introdotto una nuova scala classificatoria, normalmente incentrata su sette o otto livelli retributivi, nei quali rientrano vari profili professionali, spesso appartenenti a categorie differenti. Non è raro quindi che in un medesimo livello si trovino inquadrati sia operai che impiegati.